# Райони Індонезії

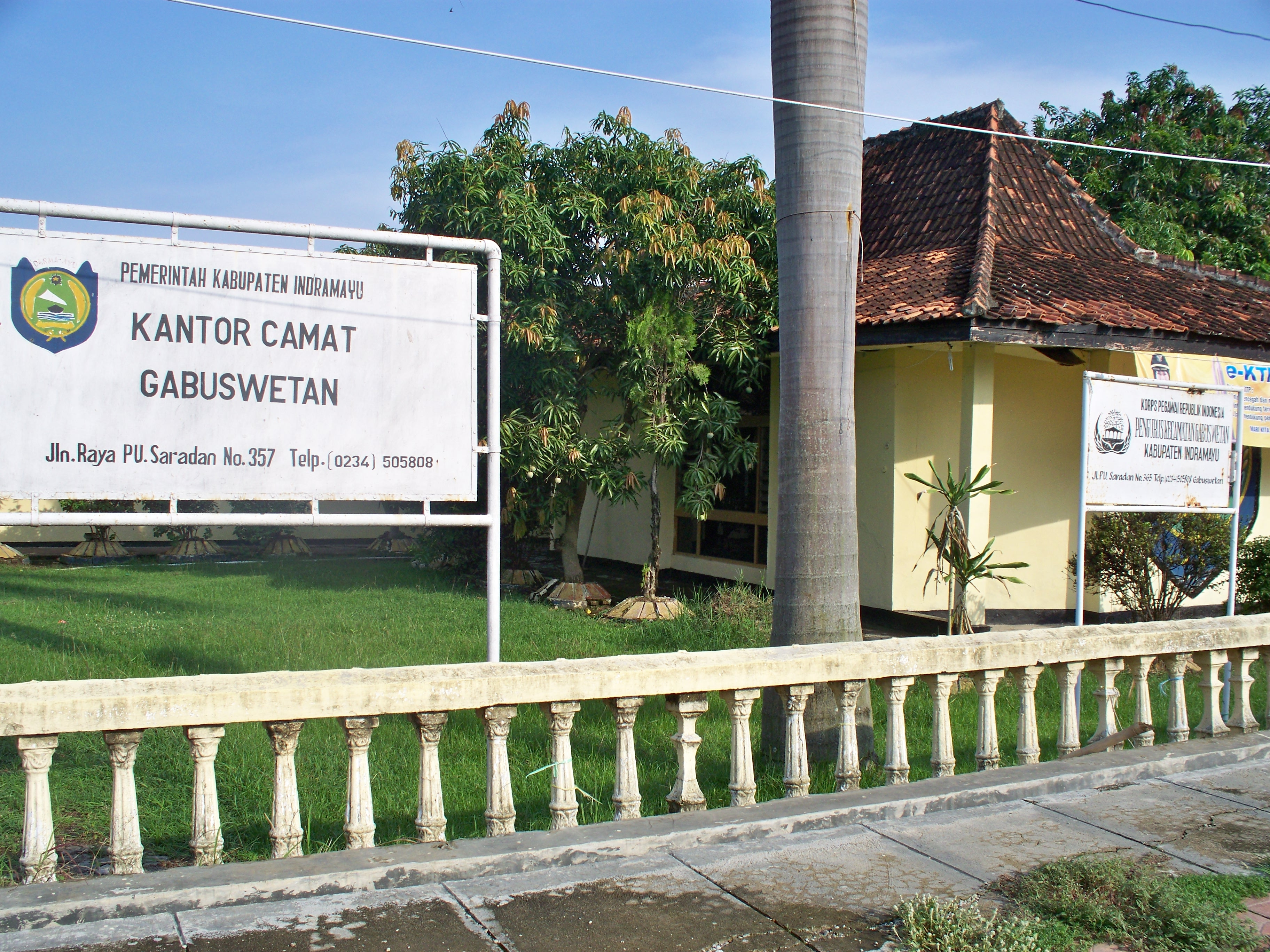
Окружний офіс Габусветана, регіон Індрамаю, Західна Ява

Термін «район» у контексті Індонезії відноситься до адміністративної одиниці третього рівня, нижче регентства або міста. Місцевий термін "кечаматани"  використовується в більшості областей Індонезії, за винятком Папуа, Західного Папуа та спеціального регіону Джок'якарта. Термін distrik  використовується в Папуа і Західному Папуа. У спеціальному регіоні Джок'якарта термін kapanewon використовується для округів у межах регентств, тоді як термін kemantren  використовується для районів Джок'якарти, єдиного міста провінції. Згідно зі Статистичним управлінням Індонезії, станом на 2019 рік в Індонезії було загалом 7 252 райони, які поділені на 83 820 адміністративних сіл (сільська desa і міський kelurahan).
Під час Нідерландської Ост-Індії та періоду ранньої республіки термін округ стосувався кеведанан, підрозділу регентства, тоді як качематан  було перекладено як підрайон (нід. onderdistrict). Після скасування kewedanan термін район почав асоціюватися з kecamatan  який з тих пір безпосередньо керував регентство. Основні медіа, такі як The Jakarta Post, Kompas, і Tempo  використовують «район» для позначення качематан; однак служби машинного перекладу, такі як Google Translate, часто неправильно використовують слово «район» для позначення регіонів.

## Визначення
Район в Індонезії є адміністративним підрозділом третього рівня, нижче регентства або міста (другий рівень) і провінції (перший рівень). Відповідно до Закону № 23 від 2014 року, округ формується урядом регентства або міста з метою покращення координації управління, надання громадських послуг і розширення повноважень міських/сільських сіл. Окружний голова — це кар’єрна бюрократична посада, яка безпосередньо призначається регентом або мером. Місцевий районний термін качематан  використовується в більшості регіонів Індонезії, з camat  будучи головою.
В англомовному словнику subdistrict означає «відділ або підрозділ району», звідси переклад kecamatan  як субрайон більше не є точним через відсутність kewedanan як району. Публікація Statistics Indonesia 1982 року переклала kecamatan  як район.

## Список районів
| Райони по провінціях                            | Кількість районів станом на 2022 рік |
| ----------------------------------------------- | ------------------------------------ |
| Список районів Ачеха                            | 289                                  |
| Список районів Північної Суматри                | 450                                  |
| Список районів Західної Суматри                 | 179                                  |
| Список районів Ріау                             | 169                                  |
| Список районів Джамбі                           | 141                                  |
| Список районів Південної Суматри                | 241                                  |
| Список районів Бенгкулу                         | 129                                  |
| Список районів Лампунг                          | 228                                  |
| Список районів островів Бангка Белітунг         | 47                                   |
| Список районів островів Ріау                    | 76                                   |
| Список районів Джакарти                         | 44                                   |
| Список районів Західної Яви                     | 627                                  |
| Список районів Центральної Яви                  | 576                                  |
| Список районів спеціального регіону Джок'якарта | 78                                   |
| Список районів Східної Яви                      | 666                                  |
| Список районів Бантен                           | 155                                  |
| Список районів Балі                             | 57                                   |
| Список районів Західної Малої Тенггари          | 117                                  |
| Список районів Східної Малої Тенггари           | 309                                  |
| Список районів Західного Калімантану            | 174                                  |
| Список районів Центрального Калімантану         | 136                                  |
| Список районів Південного Калімантану           | 153                                  |
| Список районів Східного Калімантану             | 103                                  |
| Список районів Північного Калімантану           | 55                                   |
| Список районів Північного Сулавесі              | 171                                  |
| Список районів Центрального Сулавесі            | 175                                  |
| Список районів Південного Сулавесі              | 311                                  |
| Список районів Південно-Східного Сулавесі       | 222                                  |
| Список районів Горонтало                        | 77                                   |
| Список районів Західного Сулавесі               | 69                                   |
| Список районів Малуку                           | 118                                  |
| Список районів Північного Малуку                | 116                                  |
| Список районів Центрального Папуа               | 132                                  |
| Список округів Гірського Папуа                  | 252                                  |
| Список районів Папуа                            | 118                                  |
| Список районів Південного Папуа                 | 74                                   |
| Список округів Західного Папуа                  | 218                                  |
| Всього                                          | 7,252                                |